# فيلي موراليس
فيلي موراليس (بالإنجليزية: Willie Morales)‏ هو لاعب كرة قاعدة أمريكي، ولد في 7 سبتمبر 1972 في توسان في الولايات المتحدة.

## وصلات خارجية
- فيلي موراليس على موقعبيزبول رفرنس.كوم (الدوري الرئيسي) (الإنجليزية)